# Murubande
Murubande är ett vattendrag i Burundi.   Det ligger i provinsen Rutana, i den centrala delen av landet, 80 km sydost om huvudstaden Bujumbura.
Omgivningarna runt Murubande är en mosaik av jordbruksmark och naturlig växtlighet. Runt Murubande är det ganska tätbefolkat, med 111 invånare per kvadratkilometer.